# Pola Walter
Pola Walter (ur. przed 1900 r. w Rydze, zm. około 1942 r. w getcie warszawskim) – polska aktorka pochodzenia żydowskiego, występowała w teatrach jidysz.

## Życie i działalność artystyczna
Urodziła się jako Pola Shreyder w Rydze na Łotwie. Ryga była wtedy stolicą guberni inflanckiej, wchodzącej w skład Cesarstwa Rosyjskiego. Jej rodzice byli właścicielami sklepu odzieżowego. Gdy Pola była dzieckiem, wraz z rodzicami przeniosła się do Wilna. Tutaj uczęszczała do liceum i gimnazjum. Już w czasach szkolnych okazywała talent aktorski i występowała w szkolnym teatrzyku. W roku 1913 rozpoczęła występy z zawodowymi teatrami objazdowymi. Przed wybuchem I wojny światowej występowała w rosyjskim teatrze w Witebsku. Po wybuchu wojny, w 1916 powróciła do Wilna i została zaangażowana do tzw. „trupy wileńskiej”, nauczyła się jidysz i wraz z trupą i wyjechała na tournée po Europie Zachodniej. W latach 1924–1928 występowała wraz z trupą wileńską w Stanach Zjednoczonych. W 1929, przez kilka miesięcy występowała w Anglii w komedii „Papa” grając po angielsku, a pod koniec 1929 roku pojechała z tym przedstawieniem do Belgii. Pola Walter zmarła w getcie warszawskim w czasie okupacji hitlerowskiej.
Źródło.

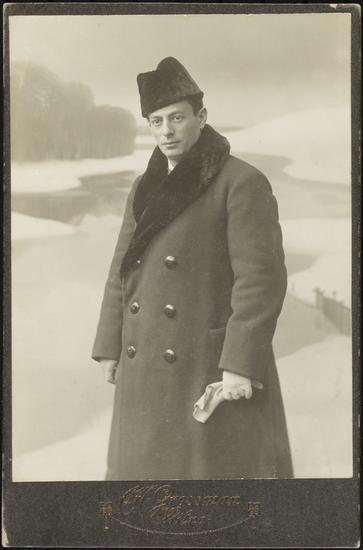
Matisyahu Kovalsky vel Mathus Kowalski, 1918

Pola Walter była żoną Matisyahu Kovalsky'ego vel Mathusa Kowalskiego, którego poznała w Wilnie, gdy Kovalsky organizował trupę wileńską.